# Škofjeloško hribovje
Škofjeloško hribovje (tudi Loško pogorje) je hribovita predalpska geografska regija v severozahodni Sloveniji na območju porečja oziroma dolin Selške in Poljanske Sore. Obsega tudi hribovje nad Žirovsko kotlino ter Sorškim poljem. Gospodarsko, upravno in kulturno središče regije je mesto Škofja Loka, kjer je sotočje Poljanske in Selške Sore. Regija zajema občine Škofja Loka, Železniki, Gorenja vas - Poljane in Žiri.

## Zgodovina
Ozemlje današnjega Škofjeloškega hribovja je leta 973 cesar Oton II. podaril Freisinškim škofom in je kot fevdalna posest obstajalo do leta 1803, ko so jo Habsburžani ukinili. 

## Vrhovi
Večina vrhov hribovja se giblje med višinami med 500 in 1000 mnm, najvišji pa so:
- Ratitovec (1678 mnm) s svojim pogorjem (okoli 20 vrhov nad 1000 mnm)
- Blegoš (1562 mnm)
- Koprivnik (1393 mnm)
- Mladi vrh (1374 mnm)
- Špehovše (1355 mnm)
- Smoletovše (1300 mnm)
- Črni vrh (1291 mnm)
- Prva ravan (1289 mnm)
- Stari vrh (1217 mnm)
- Pretovč (1217 mnm)
- Kovk (1203 mnm)
- Štedel vrh (1151 mnm)
- Mali Blegoš (1107 mnm)
- Jemčev Kovk (1105 mnm)
- Šoštarjev Kovk (1105 mnm)
- Vancovec (1085 mnm)
- Mrzli vrh (1060 mnm)
- Smrekovnik (1059 mnm)
- Jastrenk (1056 mnm)
- Čemažarjev kovk (1056 mnm)
- Malenski vrh (1053 mnm)
- Lubnik (1025 mnm)
- Zaklančarjev kovk (1024 mnm)
- Črt (1019 mnm)
- Kovk (997 mnm)
- Šorta (982 mnm)
- Gabrška gora (963 mnm)
- Miklavška gora (955 mnm)
- Plešavnikov vrh (945 mnm)
- Janov vrh (945 mnm)
- Pleše (940 mnm)
- Bezovški vrh (939 mnm)
- Strmec (935 mnm)
- Kucelj (920 mnm)
- Kal (908 mnm)
- Mali Lubnik (894 mnm)
- Medvedov vrh (892 mnm)
- Racmanski Kovaški vrh (882 mnm)
- Gorenjski Kovaški vrh (862 mnm)
- Vrhov grič (877 mnm)
- Špičasti vrh (837 mnm)
- Planinca (824 mnm)
- Hrastnik (planina) (806 m)